# 宮能慧
宮能慧（1972年—2016年7月17日），筆名宮鈴，生於台灣，籍貫安徽，記者及媒體人，曾任職凤凰网，任台灣事務總監。2006年後移居中國北京市，是最早一批到中國發展的台灣媒體人。曾以胡同台妹為名，在中國網路上介紹台灣事務。

## 生平
出身外省人家庭，其父來自中國安徽，母親來自北京。畢業於政治大學社會學系，大學畢業後成為記者。曾在《經濟日报》、《工商日報》等報紙工作，也曾擔任飛碟電台、中天、TVBS、年代等電視台的記者。
2004年，在任職年代電視台時，派駐北京採訪。2005年採訪中國兩會，溫家寶在會後記者會中，點名提問。
因為身於台灣外省人第二代，對於中國有著嚮往，在北京派駐經驗後，她希望自己能成為兩岸間的文化翻譯者。2006年，她辭去在台灣的工作，移居中國北京。2007年，通過面試，加入鳳凰網，任台灣事務總監。
2009年開始，以網名胡同台妹為名，在鳳凰博客上以台灣觀點發表各種文章。
2010年，發表《從台北到北京：胡同妹眼中的大陸》。2013年，就讀淡江大學中國大陸研究所。
宮能慧在移居大陆後，逐漸出現憂鬱症傾向，2016年7月17日，因憂鬱症過世。死前最後一篇臉書文章，談戴立忍被換角事件。

## 著作
- 宮鈴，《從台北到北京：胡同台妹眼中的大陸》，中國友誼出版，2010年，ISBN 9787505728028